# Анук (певица)
 Тази статия е за певицата.  За древноегипетската богиня вижте Анук.  
Анук Теуве (на нидерландски: Anouk Teeuwe), по-известна само с малкото си име, е певица, текстописка и продуцентка от Нидерландия.
Считана е за най-популярната рок певица в Нидерландия. Прави пробив в кариерата си през 1997 г. със сингъла „Nobody's Wife“. Певицата издава и редица хит сингли, които излизат на предни позиции в белгийските и нидерландските класации: „R U Kiddin' Me“, „Michel“, „Girl“, „Lost“, „One Word“, „I Don't Wanna Hurt“, „Modern World“, „Three Days in a Row“ и „Woman“.
Издадените от певицата студийни албуми са осем на брой. Нейният осми поред албум („Sad Singalong Songs“) излиза на 17 май 2013 г.
Анук представя Нидерландия на „Евровизия 2013“ с песента „Birds“ и завършва на девето място.

## Биография

### Ранни години
Родена е в Хага на 8 април 1975 г. През тийнейджърските си години експериментира с наркотици. След като бяга от вкъщи на 14, тя прекарва известно време в домове за социални грижи.
Влечението ѝ към музиката възниква покрай майка ѝ, която е блус певица. За пръв път пред публика Анук пее, когато е на 15 – на сватби и партита, заедно с групата „Shotgun Wedding“. През 1994 г. започва да учи в Ротердамската консерватория, но само две години, като не я завършва. През същия период среща фронтмена на „Голдън Иъринг“ Бари Хей, приятел нa тогавашния ѝ мениджър и съпруг Едуин Янсен. Хей вярва в таланта на Анук и предлага да ѝ напише няколко песни. Една от тях е „Mood Indigo“, написана в сътрудничество с Джордж Койманс – също член на групата „Голдън Иъринг“.

### Пробив в кариерата
Заедно с Барт ван Веен написват няколко песни. На 5 септември 1997 г. излиза нейният втори сингъл – „Nobody's Wife“, който в продължение на седмици остава на челните позиции в нидерландските класации и освен това се превръща в хит в Норвегия и Швеция. Дебютният ѝ албум също се радва на огромен успех. През 1998 г. печели две награди от музикалния канал „TMF“, както и награда Едисон.
Вторият албум на певицата излиза през ноември 1999 г. и включва сингъла „R U Kiddin' Me“, класирал се в топ 100. Скоро след това певицата заминава за САЩ, за да сключи договор за запис. Преговорите на певицата със „Sony“ имат неблагоприятен за нея завършек и тя се връща в родината си. Издава нова песен, „Don't“, и започва турне в Нидерландия през февруари 2001 г.
През март 2001 г. излиза друг албум, „Lost Tracks“, който включва акустични версии на по-стари песни, както и дуети със Сара Бетенс и „The Anonymous Mis“. Получава награда „Popprijs“ (Попприз) през 2001 г.
Към края на 2002 г. излиза поредният албум на Анук – „Graduated Fool“. На следващата година получава награда „Златна арфа“.
2006 е годината, в която печели награда „3FM“ за най-добра нидерландска изпълнителка.
През 2007 г. излиза албумът „Who's Your Momma“, записан съвместно с продуцента Глен Балард. „Good God“, песен от същия този албум, е последвана от успех и дори е включена във видеоиграта „Guitar Hero: World Tour“.
През 2009 г. издава албум на име „Bitter or Worse“. Песента „Three Days in a Row“ достига първо място в нидерландските класации.
Седмият албум на Анук, „To Get Her Together“, е издаден през май 2011 г. в Нидерландия и включва синглите „Killer Bee“, „Down And Dirty“, „I’m a Cliché“, „Save Me“, „What Have You Done“ и др.

### Евровизия 2013
На 17 октомври 2012 г. Анук обявява в социалната мрежа „Фейсбук“, че ще представи Нидерландия на 58-ото издание на европейския песенен конкурс „Евровизия“, което се провежда в Малмьо. Песента „Birds“ е официално излъчена на 11 март 2013 г.
Анук излиза на сцената в Малмьо Арена в първия полуфинал на конкурса.

## Музикален стил
Музикалният стил на Анук е описван като комбинация от Джоан Озбърн, Мелиса Етъридж и Аланис Морисет. Освен че пее в стиловете поп и рок, певицата е правила експерименти в областта на соул, фънк и хип-хоп музиката.

## Личен живот
До 1998 г. е омъжена за нейния мениджър Едуин Янсен.
Омъжва се за Ремон Стотийн, фронтмен на бандата „Постмен“ (посочен по-горе; артистичен псевдоним: „The Anonymous Mis“), на 16 март 2004 г. Той е баща на трите ѝ деца – синове Бенджамин Кингсли (р. 18 април 2002) и Елия Йерамия (р. 5 декември 2003), дъщеря Финикс Рей (р. 3 юни 2005). Няколко години по-късно се разделят.
През 2010 г. ражда четвъртото си дете, син на име Йесия Докс, чийто баща е нидерландският рапър Робърт Коенен, по-познат с артистичния си псевдоним „Unorthadox“.